# 石祯禄
石祯禄（1978年9月24日— ），生于吉林省长春市，现役军人，中国足球裁判，空军航空大学基础基地军事体育系教员。2007年开始担任中甲联赛主裁判，2011年开始执法中超联赛，2013年成为国际足球裁判 。
石祯禄晋升为国际足球裁判的前一年（2012年）只执法了4场中超赛事，中国足协的解释是国际足联和亚足联对国际足球裁判的初次申报设有年龄限制。有媒体因而质疑中国足球裁判人才的匮乏。
至少在2016年，他未被中国足协推荐为国际级裁判，这也就意味着他又降级到国家级裁判。